# Paranthura porteri
Paranthura porteri is een pissebed uit de familie Paranthuridae. De wetenschappelijke naam van de soort is voor het eerst geldig gepubliceerd in 1920 door David R. Boone.